# آنتونی روساتو
آنتونی روساتو (انگلیسی: Tony Rosato؛ زادهٔ ۲۶ دسامبر ۱۹۵۴) یک صدا پیشه اهل ایتالیا بود. وی از سال ۱۹۸۰ میلادی تا ۲۰۱۷ مشغول فعالیت بوده‌است.
او در فیلم تاریخ معما بازی کرده‌است.